# Казьмир Лідія Григорівна
Лідія Григорівна Казьмир (нар. 1 січня 1949, село Пелинівка, тепер Чернівецького району Вінницької області) — українська радянська діячка, робітниця виноградарської бригади радгоспу-заводу «Лиманський» Очаківського району Миколаївської області. Депутат Верховної Ради УРСР 11-го скликання.

## Біографія
Народилася в родині колгоспників.
З 1966 року — телятниця колгоспу імені Кірова Могилів-Подільського району Вінницької області.
Освіта середня: у 1967 році без відриву від виробництва закінчила школу робітничої молоді.
З 1974 року — робітниця-виноградар виноградарської бригади радгоспу-заводу «Лиманський» Очаківського району Миколаївської області.
Потім — на пенсії в селі Коблеве Березанського району Миколаївської області.